# Johann Palisa

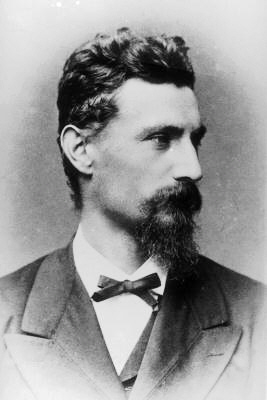
Johann Palisa (rond 1900)

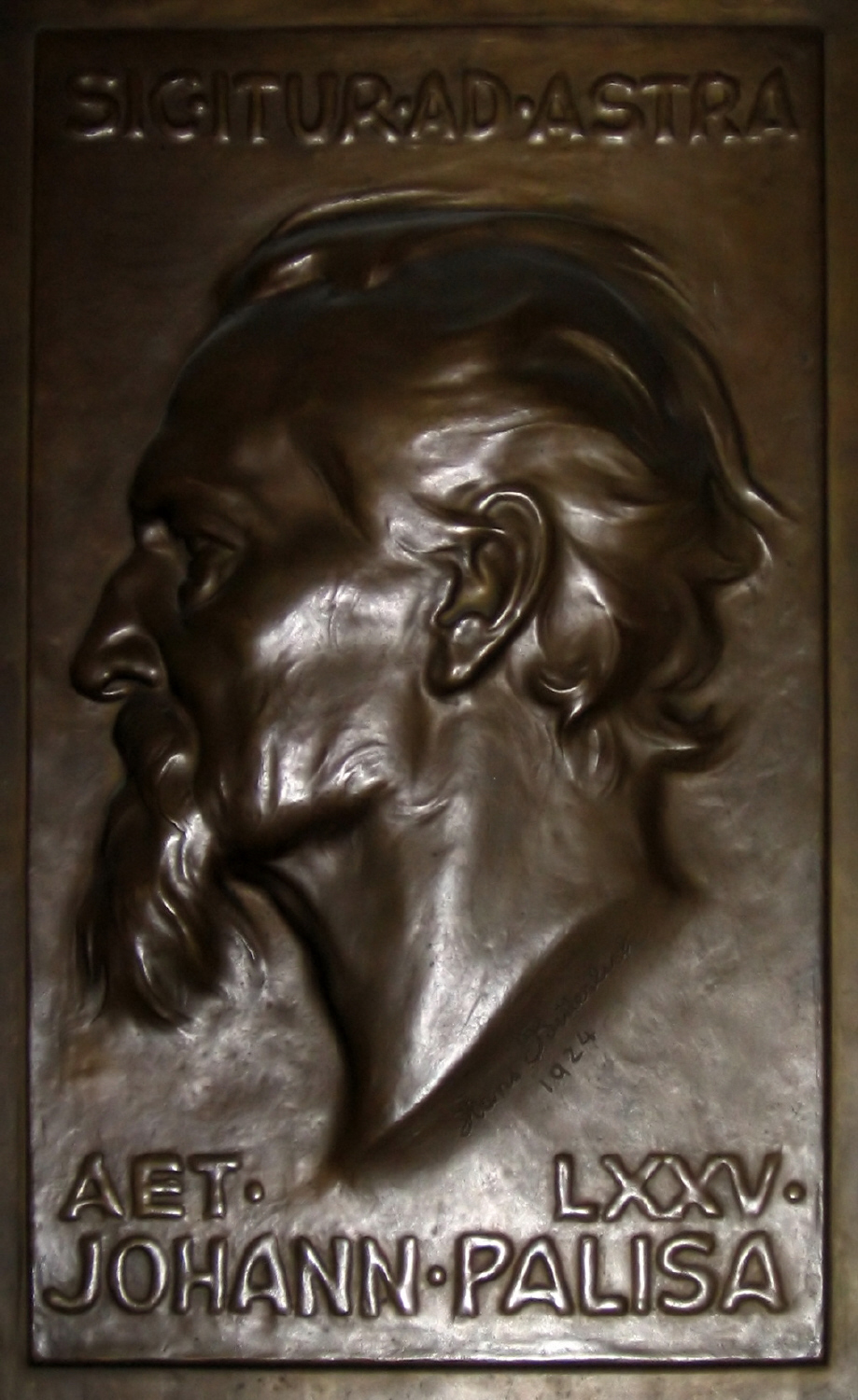
Plaque ter herinnering aan Johann Palisa door Hans Bitterlich aan het universitair observatorium te Wenen.

Johann Palisa (Opava, 6 december 1848 - Wenen, 2 mei 1925) was een Oostenrijks astronoom.
De planetoïde (914) Palisana en de krater Palisa op de Maan zijn naar hem vernoemd.

## Carrière
Palisa studeerde van 1866 tot 1870 wiskunde en astronomie aan de Universiteit van Wenen; hij zou echter pas in 1884 afstuderen. In 1870 werkte hij als assistent aan het observatorium van de universiteit en een jaar later kreeg hij een positie aan het observatorium te Genève. In 1872 werd hij directeur van het Oostenrijkse marine-observatorium te Pula. Aldaar zou hij zijn eerste planetoïde ontdekken, (136) Austria op 18 maart 1874. Hij ontdekte in totaal 122 planetoïden.

## New General Catalogue en Index Catalogue
Johann Palisa was ook een waarnemer van deepsky objecten. 9 objecten die door hem waren ontdekt werden opgenomen in de New General Catalogue en Index Catalogue.
NGC 927, NGC 2926, NGC 2944-1, NGC 2944-2, NGC 3071, NGC 3094, NGC 3116, NGC 4587.
IC 1748 (een sterrenstelsel in het sterrenbeeld Ram).

## Planetoïden
| (136) Austria       | 18 maart 1874     |
| (137) Meliboea      | 21 april 1874     |
| (140) Siwa          | 13 oktober 1874   |
| (142) Polana        | 28 januari 1875   |
| (143) Adria         | 23 februari 1875  |
| (151) Abundantia    | 1 november 1875   |
| (153) Hilda         | 2 november 1875   |
| (155) Scylla        | 8 november 1875   |
| (156) Xanthippe     | 22 november 1875  |
| (178) Belisana      | 6 november 1877   |
| (182) Elsa          | 7 februari 1878   |
| (183) Istria        | 8 februari 1878   |
| (184) Dejopeja      | 28 februari 1878  |
| (192) Nausikaa      | 17 februari 1879  |
| (195) Eurykleia     | 19 april 1879     |
| (197) Arete         | 21 mei 1879       |
| (201) Penelope      | 7 augustus 1879   |
| (204) Kallisto      | 8 oktober 1879    |
| (205) Martha        | 13 oktober 1879   |
| (207) Hedda         | 17 oktober 1879   |
| (208) Lacrimosa     | 21 oktober 1879   |
| (210) Isabella      | 12 november 1879  |
| (211) Isolda        | 10 december 1879  |
| (212) Medea         | 6 februari 1880   |
| (214) Aschera       | 29 februari 1880  |
| (216) Kleopatra     | 10 april 1880     |
| (218) Bianca        | 4 september 1880  |
| (219) Thusnelda     | 30 september 1880 |
| (220) Stephania     | 19 mei 1881       |
| (221) Eos           | 18 januari 1882   |
| (222) Lucia         | 9 februari 1882   |
| (223) Rosa          | 9 maart 1882      |
| (224) Oceana        | 30 maart 1882     |
| (225) Henrietta     | 19 april 1882     |
| (226) Weringia      | 19 juli 1882      |
| (228) Agathe        | 19 augustus 1882  |
| (229) Adelinda      | 22 augustus 1882  |
| (231) Vindobona     | 10 september 1882 |
| (232) Russia        | 31 januari 1883   |
| (235) Carolina      | 28 november 1883  |
| (236) Honoria       | 26 april 1884     |
| (237) Coelestina    | 27 juni 1884      |
| (239) Adrastea      | 18 augustus 1884  |
| (242) Kriemhild     | 22 september 1884 |
| (243) Ida           | 29 september 1884 |
| (244) Sita          | 14 oktober 1884   |
| (248) Lameia        | 5 juni 1885       |
| (250) Bettina       | 3 september 1885  |
| (251) Sophia        | 4 oktober 1885    |
| (253) Mathilde      | 12 november 1885  |
| (254) Augustusa     | 31 maart 1886     |
| (255) Oppavia       | 31 maart 1886     |
| (256) Walpurga      | 3 april 1886      |
| (257) Silesia       | 5 april 1886      |
| (260) Huberta       | 3 oktober 1886    |
| (262) Valda         | 3 november 1886   |
| (263) Dresda        | 3 november 1886   |
| (265) Anna          | 25 februari 1887  |
| (266) Aline         | 17 mei 1887       |
| (269) Justitia      | 21 september 1887 |
| (273) Atropos       | 8 maart 1888      |
| (274) Philagoria    | 3 april 1888      |
| (275) Sapientia     | 15 april 1888     |
| (276) Adelheid      | 17 april 1888     |
| (278) Paulina       | 16 mei 1888       |
| (279) Thule         | 25 oktober 1888   |
| (280) Philia        | 29 oktober 1888   |
| (281) Lucretia      | 31 oktober 1888   |
| (286) Iclea         | 3 augustus 1889   |
| (290) Bruna         | 20 maart 1890     |
| (291) Alice         | 25 april 1890     |
| (292) Ludovica      | 25 april 1890     |
| (295) Theresia      | 17 augustus 1890  |
| (299) Thora         | 6 oktober 1890    |
| (301) Bavaria       | 16 november 1890  |
| (304) Olga          | 14 februari 1891  |
| (309) Fraternitas   | 6 april 1891      |
| (313) Chaldaea      | 30 augustus 1891  |
| (315) Constantia    | 4 september 1891  |
| (320) Katharina     | 11 oktober 1891   |
| (321) Florentina    | 15 oktober 1891   |
| (324) Bamberga      | 25 februari 1892  |
| (326) Tamara        | 19 maart 1892     |
| (569) Misa          | 27 juli 1905      |
| (583) Klotilde      | 31 december 1905  |
| (652) Jubilatrix    | 4 november 1907   |
| (671) Carnegia      | 21 september 1908 |
| (687) Tinette       | 16 augustus 1909  |
| (688) Melanie       | 25 augustus 1909  |
| (689) Zita          | 12 september 1909 |
| (703) Noëmi         | 3 oktober 1910    |
| (710) Gertrud       | 28 februari 1911  |
| (711) Marmulla      | 1 maart 1911      |
| (716) Berkeley      | 30 juli 1911      |
| (718) Erida         | 29 september 1911 |
| (719) Albert        | 3 oktober 1911    |
| (722) Frieda        | 18 oktober 1911   |
| (723) Hammonia      | 21 oktober 1911   |
| (724) Hapag         | 21 oktober 1911   |
| (725) Amanda        | 21 oktober 1911   |
| (728) Leonisis      | 16 februari 1912  |
| (730) Athanasia     | 10 april 1912     |
| (734) Benda         | 11 oktober 1912   |
| (750) Oskar         | 28 april 1913     |
| (782) Montefiore    | 18 maart 1914     |
| (783) Nora          | 18 maart 1914     |
| (794) Irenaea       | 27 augustus 1914  |
| (795) Fini          | 26 september 1914 |
| (803) Picka         | 21 maart 1915     |
| (827) Wolfiana      | 29 augustus 1916  |
| (828) Lindemannia   | 29 augustus 1916  |
| (867) Kovacia       | 25 februari 1917  |
| (876) Scott         | 20 juni 1917      |
| (902) Probitas      | 3 september 1918  |
| (903) Nealley       | 13 september 1918 |
| (932) Hooveria      | 23 maart 1920     |
| (941) Murray        | 10 oktober 1920   |
| (964) Subamara      | 27 oktober 1921   |
| (975) Perseverantia | 27 maart 1922     |
| (996) Hilaritas     | 21 maart 1923     |
| (1073) Gellivara    | 14 september 1923 |
| (14309) Defoy       | 22 september 1908 |

- Gemeinsame Normdatei: 116018577
- International Standard Name Identifier: 0000 0000 1362 4470
- Nationale en Universitaire bibliotheek Zagreb: 000083019
- PIC: 305624
- Système universitaire de documentation: 174175612
- Union List of Artist Names: 500459995
- Virtual International Authority File: 27810913
- WorldCat: E39PBJgXd9MPcdBBhKtmkvwwG3